# Jegenyefenyő-tapló
A jegenyefenyő-tapló (Phellinus hartigii) a Hymenochaetaceae családba tartozó, Eurázsiában és Észak-Amerikában honos, jegenyefenyők elhalt vagy meggyengült törzsén élő, nem ehető gombafaj. 

## Megjelenése
A jegenyefenyő-tapló termőteste fiatalon majdnem gömb alakú, később vaskos konzolos, pata formájú, háromszöges keresztmetszetű. Az aljzathoz szélesen (5-20 cm) csatlakozik, szélessége 5-20 cm, hossza 7-15 cm. Széle vastag, lekerekített. Felszíne hullámos, zónázott, fiatalon bársonyos. Színe fiatalon sárgásbarna vagy fahéjbarna, az idősebb részeken szürkésbarna, repedezett, gyakran algáktól zöld.
Termőrétege pórusos; a kerek pórusok igen szűkek (4-6/mm), rozsdabarnák. A termőréteg 0,3-0,5 cm vastag, minden évben új képződik, amik egymásra rétegződnek.
Húsa fás, kemény, színe sárgásbarna, zónázott. Szaga kissé savanyú, íze fanyar.
Spórapora fehér. A spórák majdnem kerekdedek, simák, méretük 6-8 x 5-7 µm.

### Hasonló fajok
Nagyon hasonlít hozzá a lombos fákon (főleg tölgyön) élő vastag tapló.

## Elterjedése és termőhelye
Eurázsiában és Észak-Amerikában honos. Magyarországon ritka. 
Szinte mindig közép- vagy magashegységi jegenyefenyők (ritkán lucfenyők) elhalt vagy meggyengült törzsén található meg, azok anyagában fehérkorhadást okoz. Egész évben látható. 

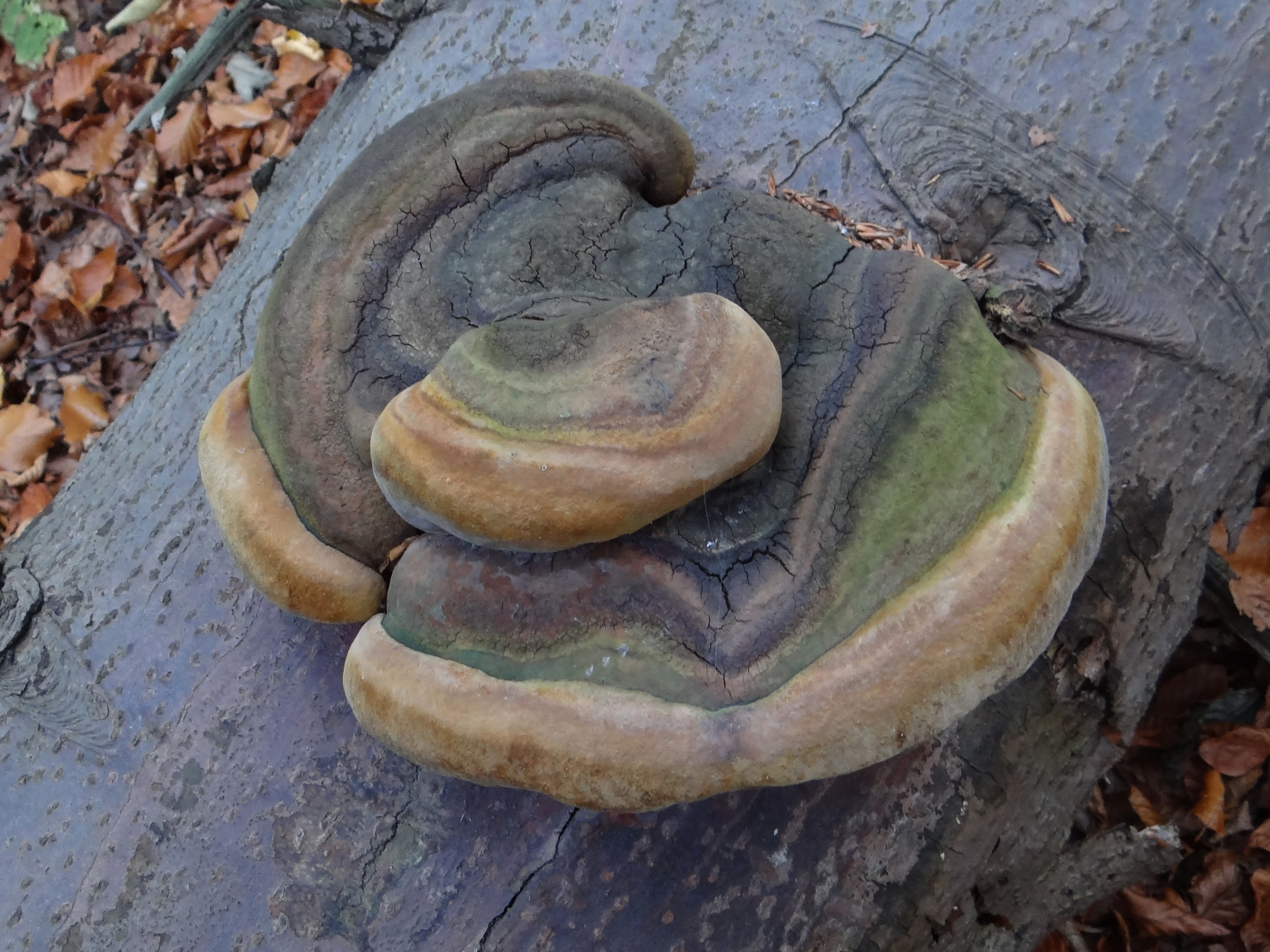
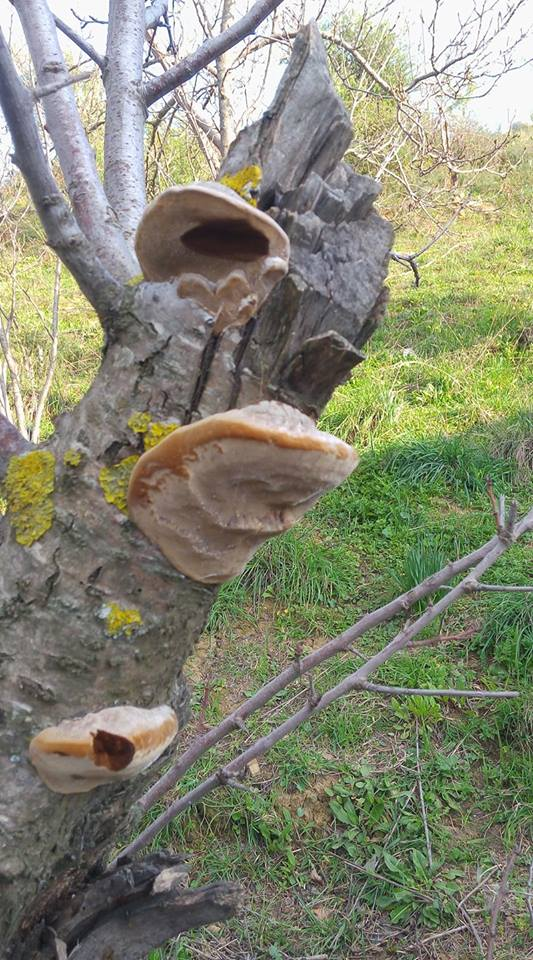
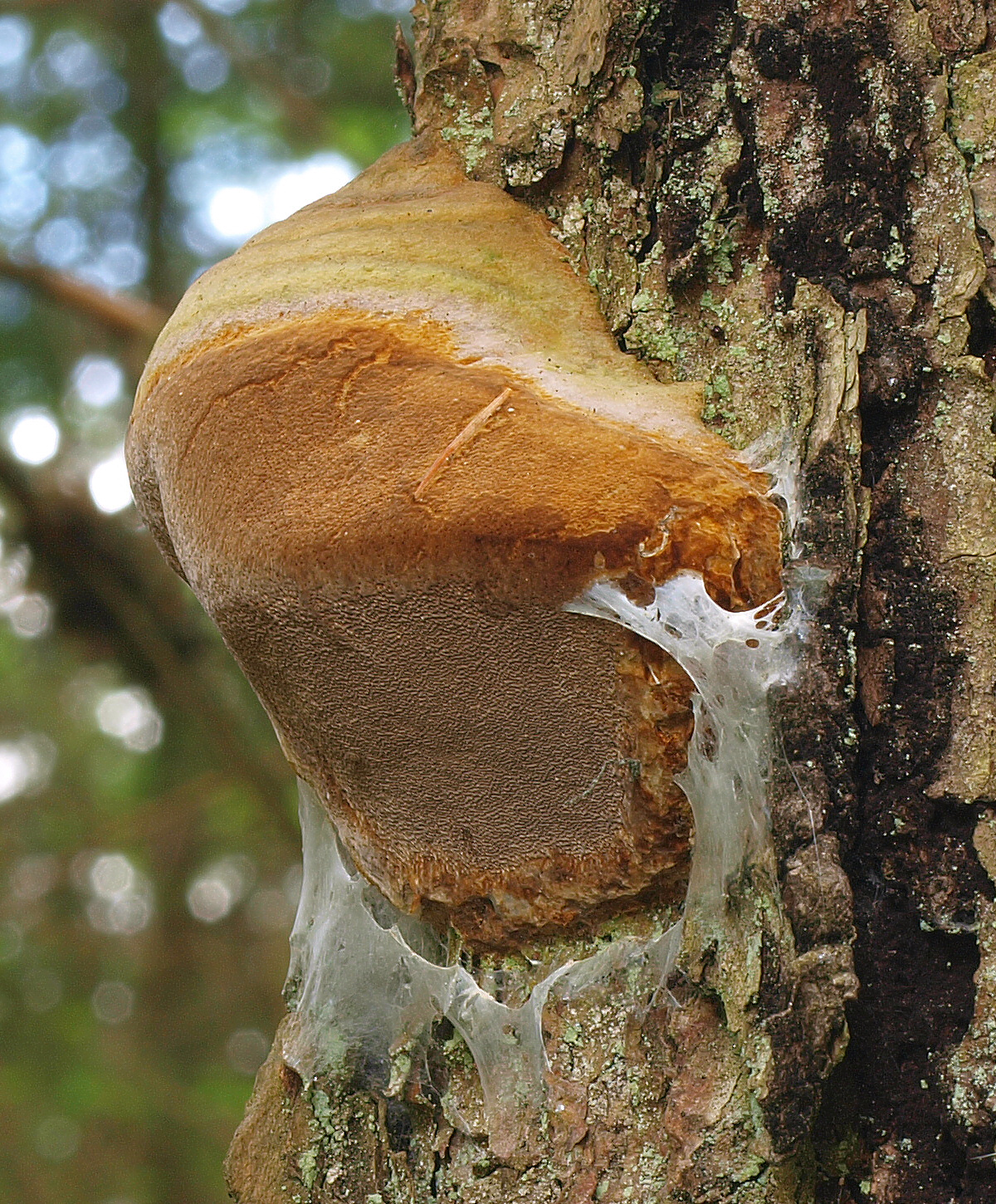
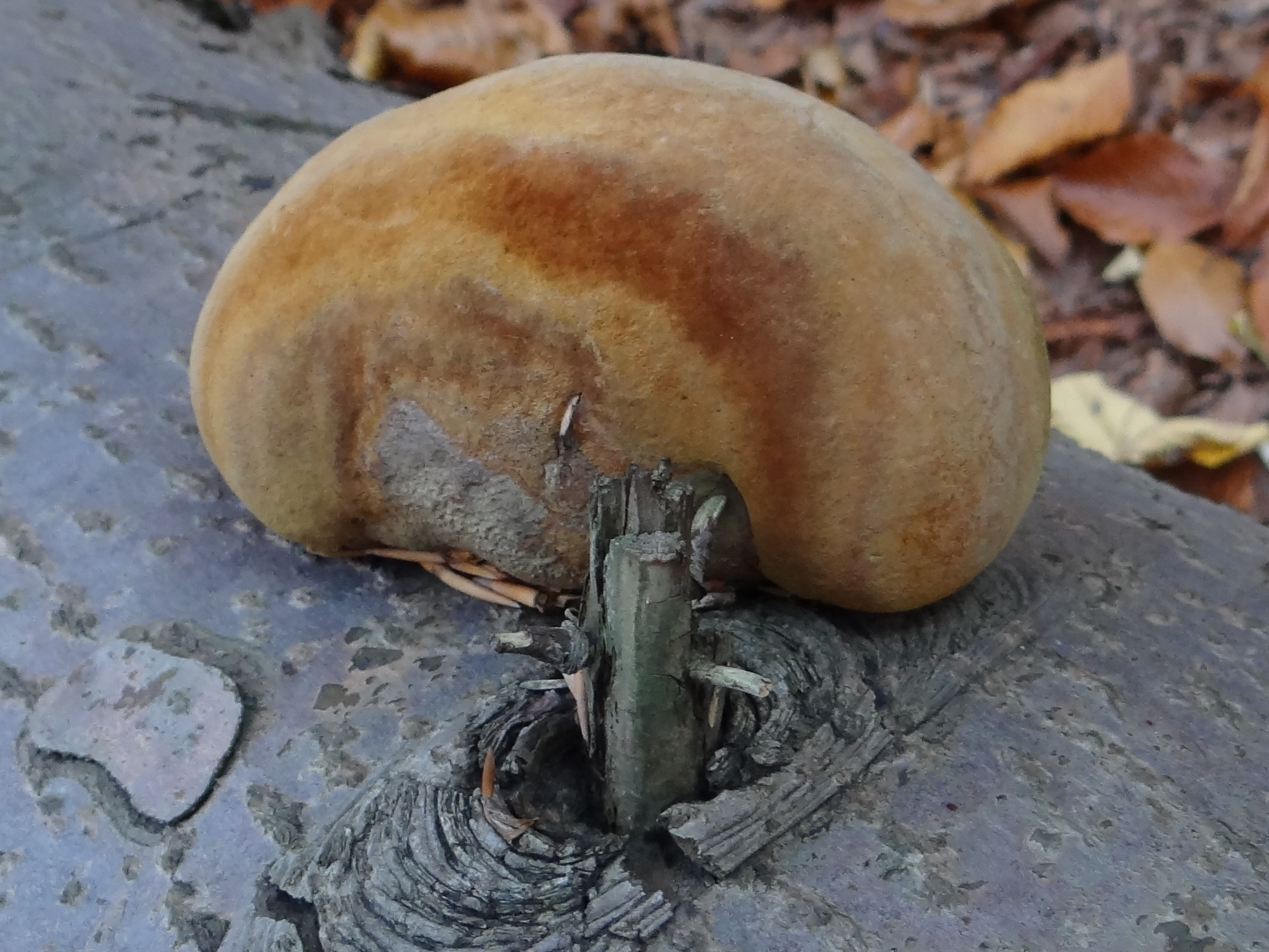
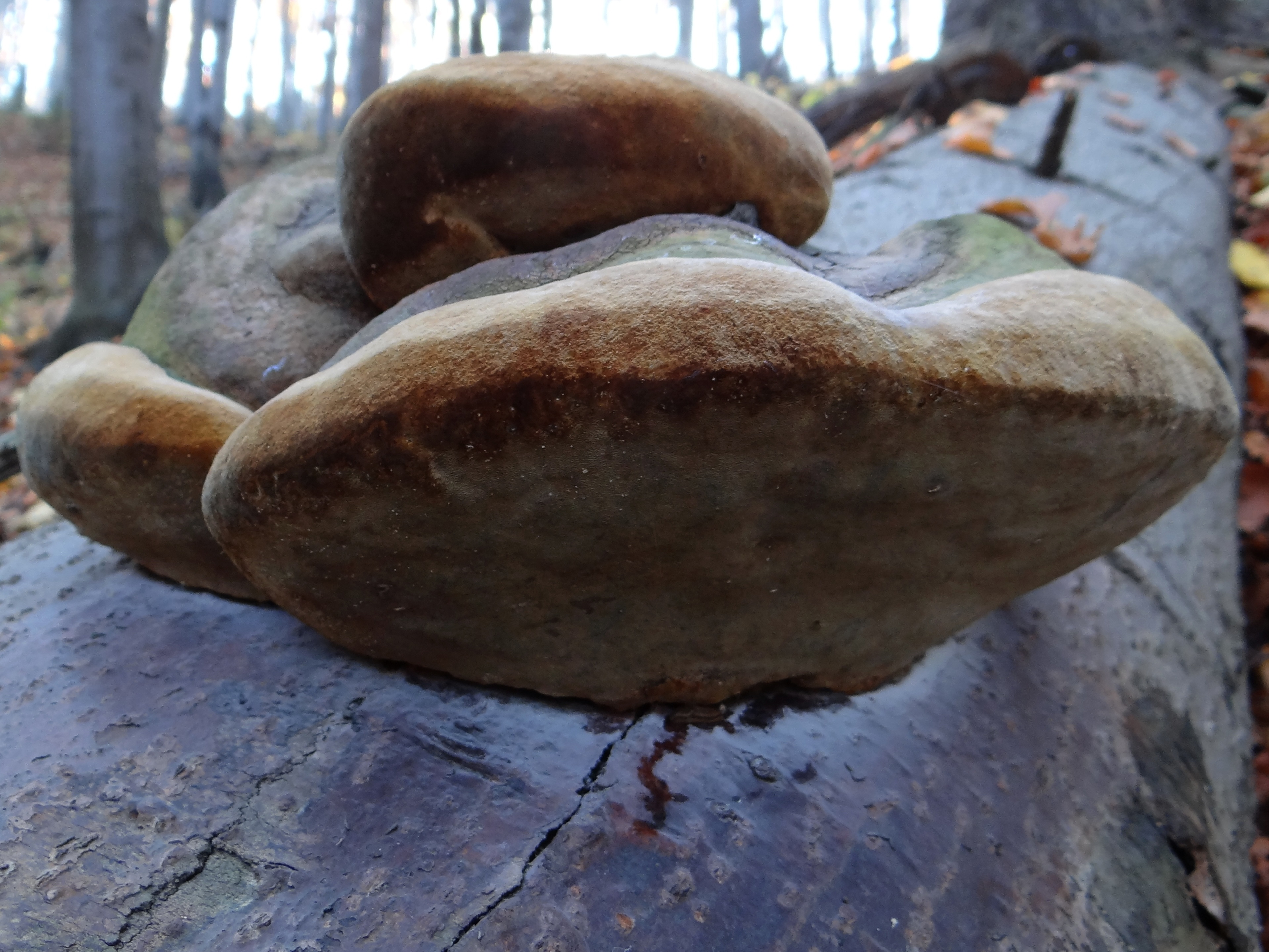

Nem ehető. 